# Gannicus
Gannicus († 71 v. Chr.) war einer der namentlich bekannten Anführer des Sklavenaufstands des Spartacus in den Jahren 73 bis 71 vor Christus. Andere Variationen seines Namens sind Gaius Cannicius (altgriechisch Γάιος Καννίκιος Gaios Kannikios) bei Plutarch und Cannicum bzw. Cannici bei Frontin.
Aus den Überlieferungen geht nicht hervor, ob Gannicus einer der mit Spartacus entflohenen Gladiatoren aus der Gladiatorenschule des Batiatus in Capua gewesen war. Zusammen mit Castus stellte er sich 71 v. Chr. an die Spitze eines hauptsächlich aus Galliern und Germanen bestehenden Sklavenheers, das sich von dem von Spartacus geführten Hauptheer separiert hatte. Nach unterschiedlichen Angaben umfasste dieses Heer zwischen 12.300 und 35.000 entflohene Sklaven. Am Fuß des Berges Camalatrum wurden sie von einer römischen Heeresabordnung unter Gaius Pomptinius und Quintus Marcius Rufus, die von Marcus Licinius Crassus ausgesandt worden waren, zur Schlacht gestellt und vernichtend geschlagen. Nach Angaben der Autoren wurden nahezu alle Sklaven getötet. Nach Plutarchs ausgeschmückter Beschreibung hatten alle Sklaven des Gannicus und Castus ihre tödlichen Wunden von vorn empfangen, also aus dem direkten Zweikampf heraus, was ihre außerordentliche Tapferkeit unterstreichen sollte. Lediglich zwei seien durch Wunden im Rücken gefallen. Die Römer ihrerseits eroberten mit diesem Sieg 5 Legionsadler und 26 Standarten zurück.
Kurz nach der Schlacht am Camalatrum besiegte Crassus das Sklavenheer des Spartacus in der zweiten Schlacht am Silarus.

## Film
In der Monumentalverfilmung Spartacus (1960) von Stanley Kubrick wird die Rolle des „Gannicus“ vom amerikanischen Schauspieler Paul Lambert verkörpert, in der Fernsehverfilmung Spartacus (2004) von Paul Telfer. In den Fernsehserien Spartacus: Gods of the Arena (2011), Spartacus: Vengeance (2012) und Spartacus: War of the Damned (2013) wird diese Rolle von dem australischen Schauspieler Dustin Clare gespielt.